# Římskokatolická farnost – děkanství Český Dub

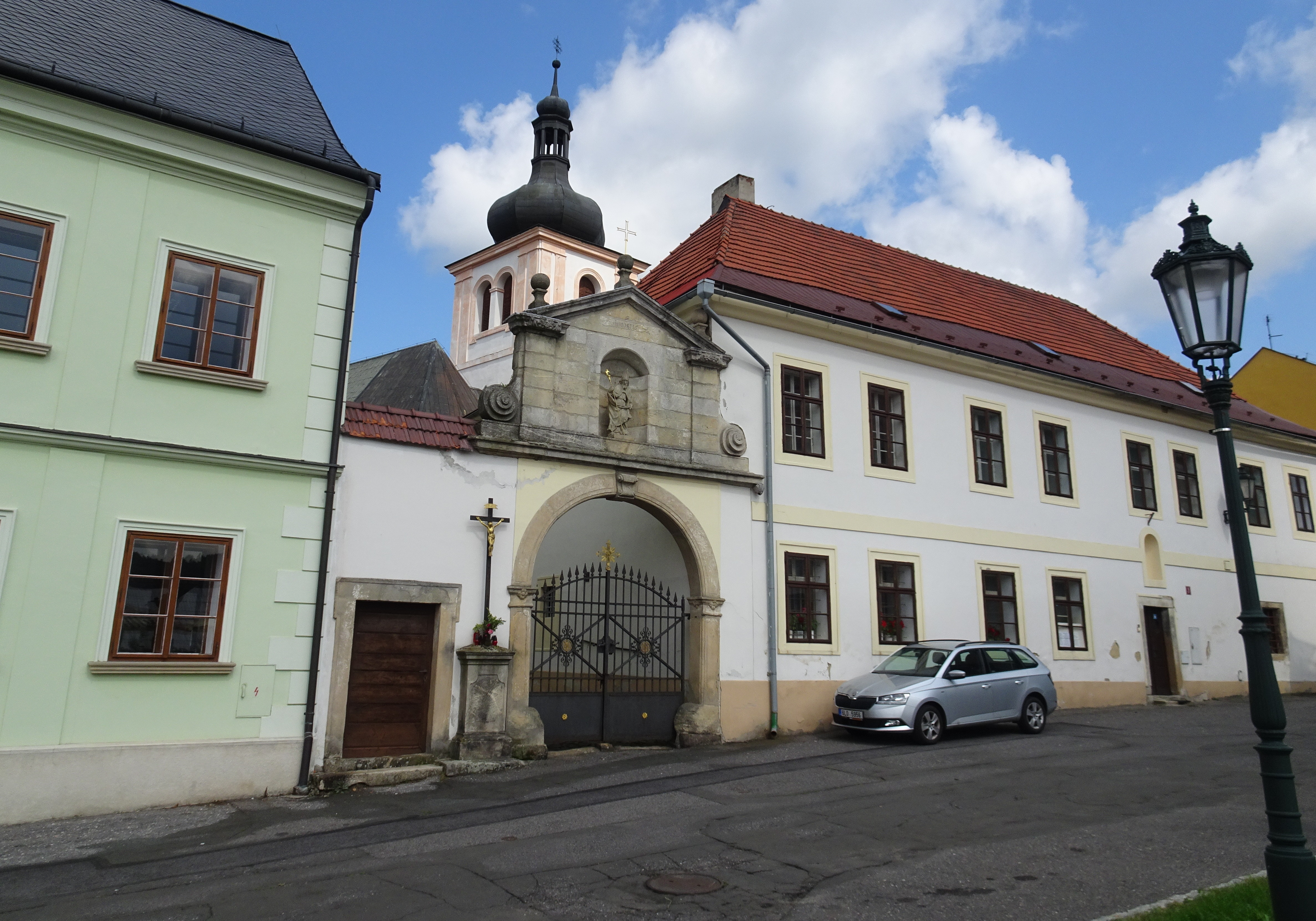
Budova děkanství v Českém Dubu

Římskokatolická farnost – děkanství Český Dub (lat. Bohemoduba) je církevní správní jednotka sdružující římské katolíky na území města Český Dub a v jeho okolí. Organizačně spadá do libereckého vikariátu, který je jedním z 10 vikariátů litoměřické diecéze. Centrem farnosti je děkanský kostel Seslání Ducha svatého v Českém Dubu.

## Historie farnosti
Datum povýšení farnosti na děkanství není známo. Matriky jsou vedeny od roku 1676.
Ke dni 31. prosince 2024, na základě rozhodnutí litoměřického biskupa Stanislava Přibyla, do farnosti přibyly sloučením farnosti Hlavice, Osečná a Světlá pod Ještědem. Českodubská farnost se tak stala nástupnickou farností těchto tří zaniklých farností, které do té doby byly z Českého Dubu spravovány excurrendo.

### Duchovní správcové vedoucí farnost

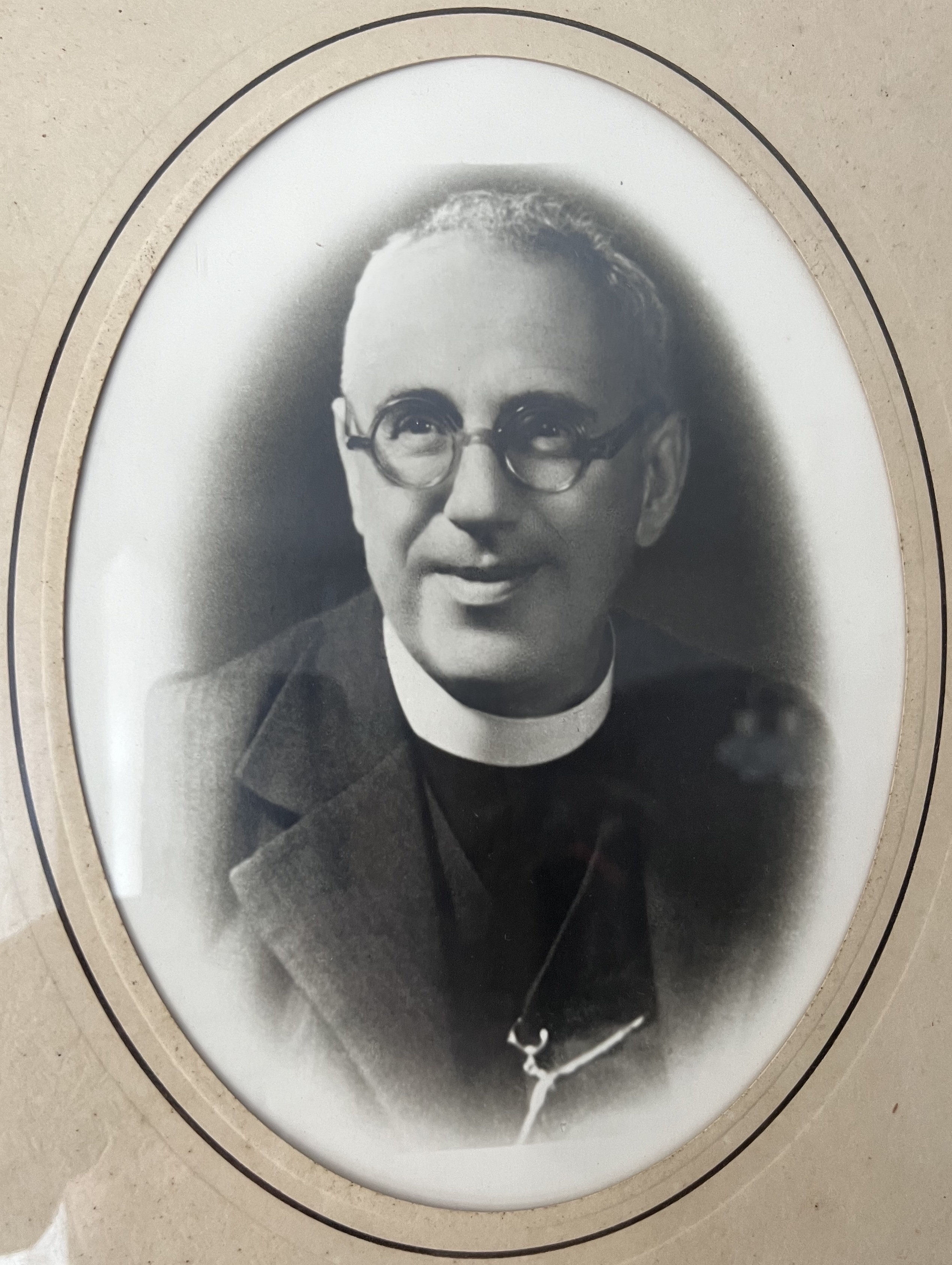
R.D. Jan Padrta (kol. r. 1950)

Začátek působnosti jmenovaného v duchovní správě farnosti od:
- Nicolaus, † 1359
- 1359 Joannes
- 1367 Vacko, † 1367
- 1367 Joannes
- 1380 Nicolaus
- 1383 Petrus
- 1418 Nicolaus
- 1628 Adamus Baltazar
- 1643 Joannes Adalbert. Kolcinius
- 1656 Martinus Kukule
- 1657 Vitalis Hofrichter OFM
- Petrus Schweiger OFM
- 1664 Joannes Wenc. Kozojedský
- 1665 Martinus Norb. Schimon
- 1670 Franciscus Tischler
- 1714 Christophorus Weiß
- 1727 Václav Ignác Blovský (Joannes Blovský)
- 1730 Joannes Kršnák von Karlsberg
- 1760 Adalbertus Tobias Hollauer
- 1774 Ioann. Bapt. Felix, † 24. 9. 1789
- 1790 dec. vacat, cap. Franc. Pokorny
- 1790 Daniel Zitte, † 16. 4. 1806
- 1806 Franc. Ullmann † 2. 8. 1812
- 1812 dec. vacat, cap. Leop. Wolpert
- 1812 Procop. Loeschner 16. 11. 1753 Nepomuk, o. 19. 8. 1778, † 25. 2. 1831
  - 1822-1824 Antonín Vojtěch Hnojek, kaplan
- 1830 par. vacat, cap. Mich. Feresch
- 1830 Mich. Grund n. 9. 4. 1788 Grulich, o. 23. 8. 1812, † 4. 8. 1843
- 1841 dec. vacat, cap. Joann. Rzibřid
- 1842 Jos. Strnad n. 24. 2. 1793 Boskov, o. 24. 3. 1816, † 16. 4. 1877
- 1848 dec. vacat, admin. Anton. Felger
- 1848 Joann. Charausek n. 12. 9. 1799 Libuň, o. 24. 8. 1824, † 11. 9. 1852
- 1852 dec. vacat, admin. int. Anton. Ferger
- 1852 Adalb. Küffer Eques de Asmansvilla n. 8. 6. 1813 Prag, o. 7. 8. 1836, † 23. 8. 1891
- 1859 Joann. Ješina n. 12. 3. 1814 Judendorf. o. 1. 8. 1839, † 21. 8. 1889
- 1880 Franc. Šoreys n. 8. 1. 1826 Vyskř, o. 25. 7. 1852, † 2. 2. 1901
  - do ledna 1889 zde byl kaplanem František Hladík (poté se stal administrátorem v Jeřmanicích, v červnu 1889 tamním farářem a v dubnu farářem v Březině), na začátku 20. století pak Karel Samšiňák (narozený v roce 1865 v Sobotce, na kněze vysvěcený v roce 1892). Zdejším kaplanem byl ve 2. polovině 19. století i František Šoreys. Jako katecheta tu počátkem 20. století působil Josef Višňák (narozený v roce 1855 v Hrabačově, na kněze vysvěcený v roce 1881).
  - JUDr. František Iška (působil přibližně kolem roku 1890; narozen 3. prosince 1863 ve Velešíně, v roce 1893 konvertoval ke starokatolické církvi a působil jako její farář v Praze, v roce 1902 odjel do Chicaga, kde organizoval založení svobodomyslné církve, v letech 1909 až 1921 vydával v USA časopis Vesmír, zemřel 29. ledna 1924 ve Velešíně)
- 1901 Rudolf Hyšperský, děkan, n. 2.3. 1863 Rychnov, o. 22.5. 1887, † 24. 5. 1934
- 1906 Jos. Bárta n. 16. 1. 1869 Martinovice, o. 24. 5. 1891, † 12. 7. 1931
- 1. 10. 1930 Jan Padrta, n 15.5 1897 Děčín, o. 25.6. 1922, † 17. 1. 1963
- 1. 8. 1954 Václav Marvan, n. 2. 2. 1919 Třeboc, o. 6. 6. 1943 Libáň
- 1. 6. 1959 Stanislav Havlas, n. 23. 8. 1920, o. 24. 6. 1945 Praha
- 6. 3. 1962 Josef Matura, n. 20. 4. 1923, o. 29. 6. 1947 Litoměřice, admin. exc.
- 1. 9. 1969 Jaroslav Červinka, n. 26. 4. 1920, o. 24. 6. 1945 Praha
- 1. 6. 1985 Josef Matura, admin. exc.
- 1. 6. 1986 Josef Faltejsek, n. 17. 9. 1948, o. 28. 6. 1975
- 15. 6. 1998 Jozef Piroh (děkan od 1. 9. 1999), n. 18. 6. 1945, o. 3. 7. 1977, † 22. 4. 2012
- 1. 3. 2001 Miroslav Maňásek, admin., od 15. 3. 2018 děkan, od 1. 4. 2023 admin. in spiritualibus, n. 17. 3. 1958 Litoměřice, o. 1984[4]
- 1. 4. 2023 Michael Koudelka, administrátor in materialibus, n. 5. 6. 1972[5]

Kromě kněží stojících v čele farnosti, působili ve farnosti v průběhu její historie i jiní kněží. Většinou pracovali jako farní vikáři, kaplani, katecheté, výpomocní duchovní aj.

## Území farnosti
Do farnosti náleží území obcí uvedených v seznamu níže. V závorce je kurzívou uveden německý název lokality ve farnosti do roku 1945.
- Bílá (Bilei)
- Bohumileč (Bohumilitz)
- Březová (Bzowey)
- Český Dub (Böhmisch Aicha)
- Dehtáry (Dechtar)
- Hradčany (Ratschen)
- Chvalčovice (Chwaltschowitz)
- Janovice (Janowitz)
- Javorník (Jawornik)
- Klamorna (Klamorna)
- Kněžičky (Kneschitz)
- Libíč (Libitz)
- Letařovice (Letarschowitz)
- Loukovičky (Loukowitschek)
- Malý Dub (Klein Aicha)
- Podhora (Podhora)
- Podjestřábí (Podjesterschab)
- Radvanice (Radwanitz)
- Roveň (Rowney)
- Smržov (Smrschow)
- Sobotice (Katharinsfeld)
- Starý Dub (Alt Aicha)
- Trávníček (Trawnitschek)
- Vesec (Wesce)
- Vlčetín (Wltschetin)
- Vorklebice (Worklewitz)
- Všelibice (Schelwitz)

Zaniklá farnost Osečná
- Břevniště (Merzdorf)
- Druzcov (Drausendorf)
- Chrastná (Krassa)
- Janův Důl (Johannesthal)
- Kotel (Kessel)
- Lázně Kundratice (Bad Kunnersdorf)
- Podvrší (Kühthal)
- Osečná (Oschitz)
- Vlachové (Wlachei)
- Zábrdí (Sabert)
- Dolení Paseky

Zaniklá farnost Světlá pod Ještědem
- Domaslavice
- Hodky (Hodek)
- Horka (Horka)
- Hoření Paseky
- Hoření Starý Dub (Alt Aicha)
- Javorník (Jawornik)
- Jiříčkov (Jiritschkow)
- Modlibohov (Neudelbaum)
- Padouchov (Padouchow)
- Proseč pod Ještědem (Proschwitz)
- Roztání (Rostein)
- Sobákov (Sobaken)
- Světlá pod Ještědem (Svetla či Swietla)
- Vesec (Wesetz)

Zaniklá farnost Hlavice
- Benešovice (Beneschowitz)
- Budíkov (Budikow)
- Cetenov (Zetten)
- Dehtáry (Dehtárov)
- Dolánky (Dolanken)
- Doleček (Doletschek)
- Hlavice (Hlawitz)
- Hrubý Lesnov (Gross Lesnow)
- Kozmice (Kosmitz)
- Lesnovek (Klein Lesnow)
- Lísky (Lisek)
- Malčice (Malschitz)
- Mohelky
- Náhlov (Nahlau)
- Nantiškov (Nantischkow)
- Nesvačily (Neswatschil)
- Přibyslavice (Pschibislawitz)
- Sourov (Sauermühle)
- Strážiště (Straschischt)
- Těšnov (Teschen)
- Vápno (Wapno)
- Vrtky (Wrtka)
- Vystrkov (Wystrkow)

## Římskokatolické sakrální stavby na území farnosti
| | Fotografie | Stavba                             | Místo               | Bohoslužby                      | Zeměpisné souřadnice             | Status          | Číslo kulturní památky           |
| Kostely | Kostely    | Kostely                            | Kostely             | Kostely                         | Kostely                          | Kostely         | Kostely                          |
| --- | ---------- | ---------------------------------- | ------------------- | ------------------------------- | -------------------------------- | --------------- | -------------------------------- |
| 1. |            | Kostel Seslání Ducha Svatého       | Český Dub           | bližší informace o bohoslužbách | 50°39′38″ s. š., 14°59′40″ v. d. | farní kostel    | 14737/5-4197 (Pk•MIS•Sez•Obr•WD) |
| 2. |            | Kostel Nejsvětější Trojice         | Český Dub           | bližší informace o bohoslužbách | 50°39′47″ s. š., 14°59′53″ v. d. | filiální kostel | 31680/5-4196 (Pk•MIS•Sez•Obr•WD) |
| 3. |            | Kostel sv. Jakuba Staršího         | Letařovice          | bližší informace o bohoslužbách | 50°39′47″ s. š., 14°59′53″ v. d. | filiální kostel | 18493/5-4302 (Pk•MIS•Sez•Obr•WD) |
| 4. |            | Kostel sv. Víta                    | Osečná              | bližší informace o bohoslužbách | 50°41′40″ s. š., 14°55′17″ v. d. | filiální kostel | 21386/5-4402 (Pk•MIS•Sez•Obr•WD) |
| 5. |            | Kostel sv. Linharta                | Hlavice             | bližší informace o bohoslužbách | 50°37′53″ s. š., 14°55′30″ v. d. | filiální kostel | 26169/5-4277 (Pk•MIS•Sez•Obr•WD) |
| 6. |            | Kostel sv. Mikuláše                | Světlá pod Ještědem | bližší údaje o bohoslužbách     | 50°42′42″ s. š., 14°59′7″ v. d.  | filiální kostel | 26663/5-4451 (Pk•MIS•Sez•Obr•WD) |
| Kaple |            |                                    |                     |                                 |                                  |                 |                                  |
| 7. |            | Kaple Nejsvětější Trojice          | Český Dub           | bohoslužby příležitostně        | 50°39′46″ s. š., 14°59′52″ v. d. | hřbitovní kaple | 31680/5-4196 (Pk•MIS•Sez•Obr•WD) |
| 8. |            | Kaple sv. Josefa                   | Druzcov             | bližší informace o bohoslužbách | 50°43′15″ s. š., 14°55′29″ v. d. | obecní kaple    | 32894/5-4221 (Pk•MIS•Sez•Obr•WD) |
| 9. |            | Kaple Navštívení Panny Marie       | Hoření Starý Dub    | bližší informace o bohoslužbách | 50°40′38″ s. š., 14°59′18″ v. d. | kaple           | 29827/5-4392 (Pk•MIS•Sez•Obr•WD) |
| Zaniklé objekty |            |                                    |                     |                                 |                                  |                 |                                  |
| 10. |            | Kaple Nejsvětějšího Srdce Ježíšova | Chvalčovice         | nelze sloužit                   |                                  | zbořená kaple   | —                                |
| 11. |            | Kaple sv. Prokopa                  | Břevniště           | Nelze sloužit                   |                                  | zbořená kaple   | —                                |
| Některé drobné sakrální stavby a pamětihodnosti lze dohledat zde v databázi Drobné sakrální památky Zaniklé sakrální stavby lze dohledat zde v databázi Poškozené a zničené kostely, kaple a synagogy v České republice |            |                                    |                     |                                 |                                  |                 |                                  |

Ve farnosti se mohou nacházet i další drobné sakrální stavby, místa římskokatolického kultu a pamětihodnosti, které neobsahuje tato tabulka.

## Farní obvod
Z důvodu efektivity duchovní správy byl vytvořen farní obvod (kolatura) sestávající z přidružených farností spravovaných excurrendo z Českého Dubu. 
Přehled vikariátních kolatur je v tabulce farních obvodů libereckého vikariátu.

## Galerie

Římskokatolická farnost – děkanství Český Dub
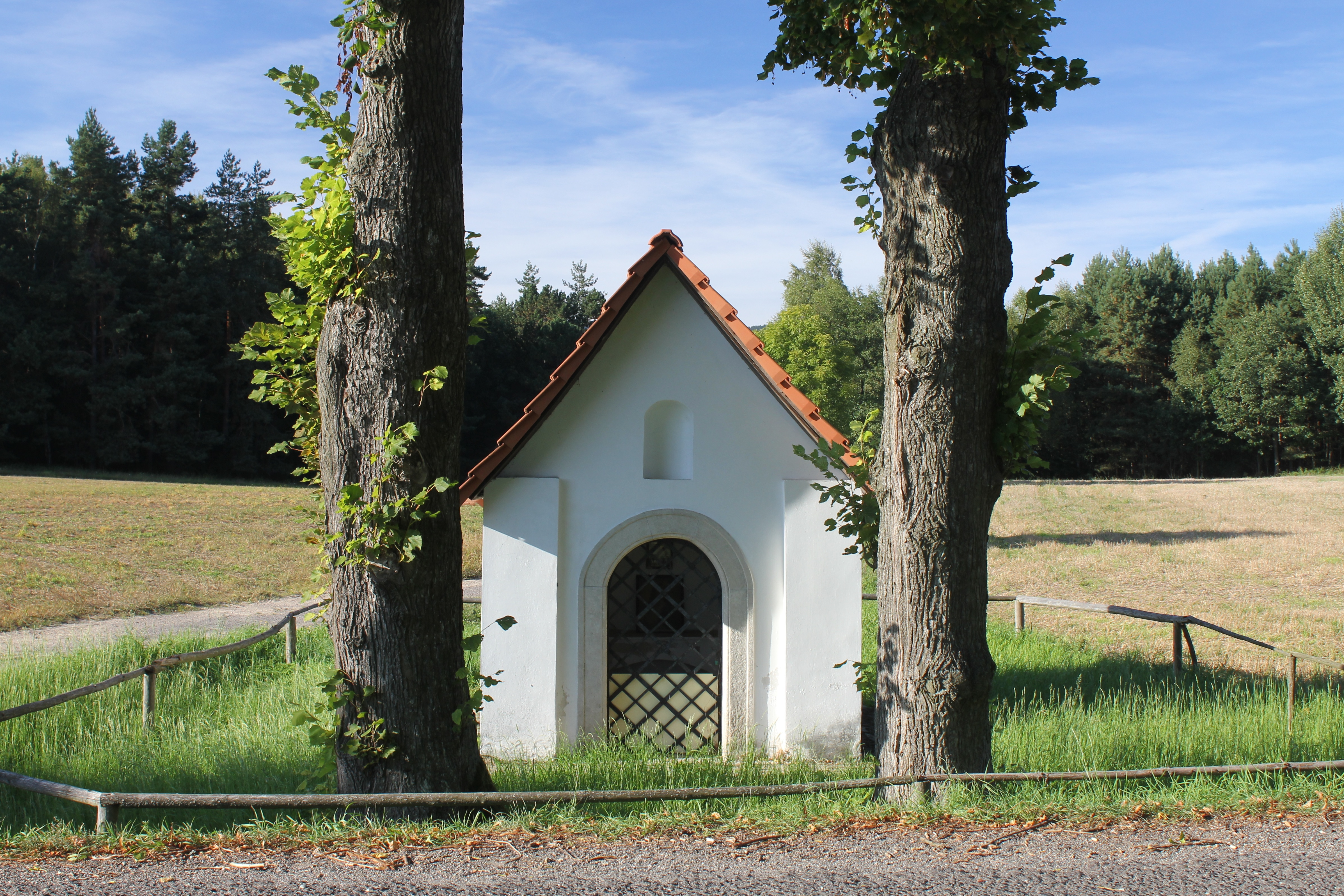
Kaplička Panny Marie v Bílé u Liberce
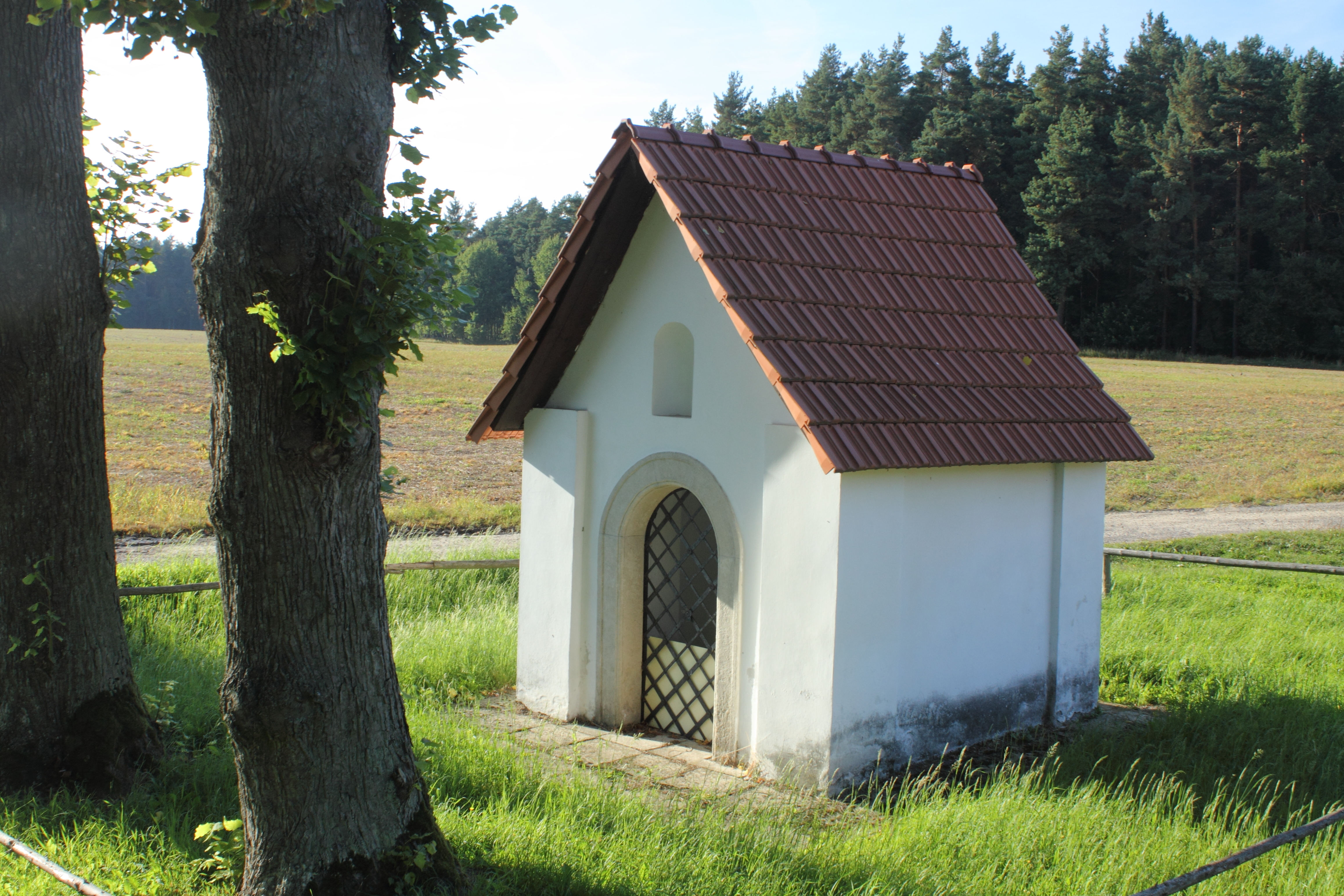
Kaplička Panny Marie (Bílá), boční pohled
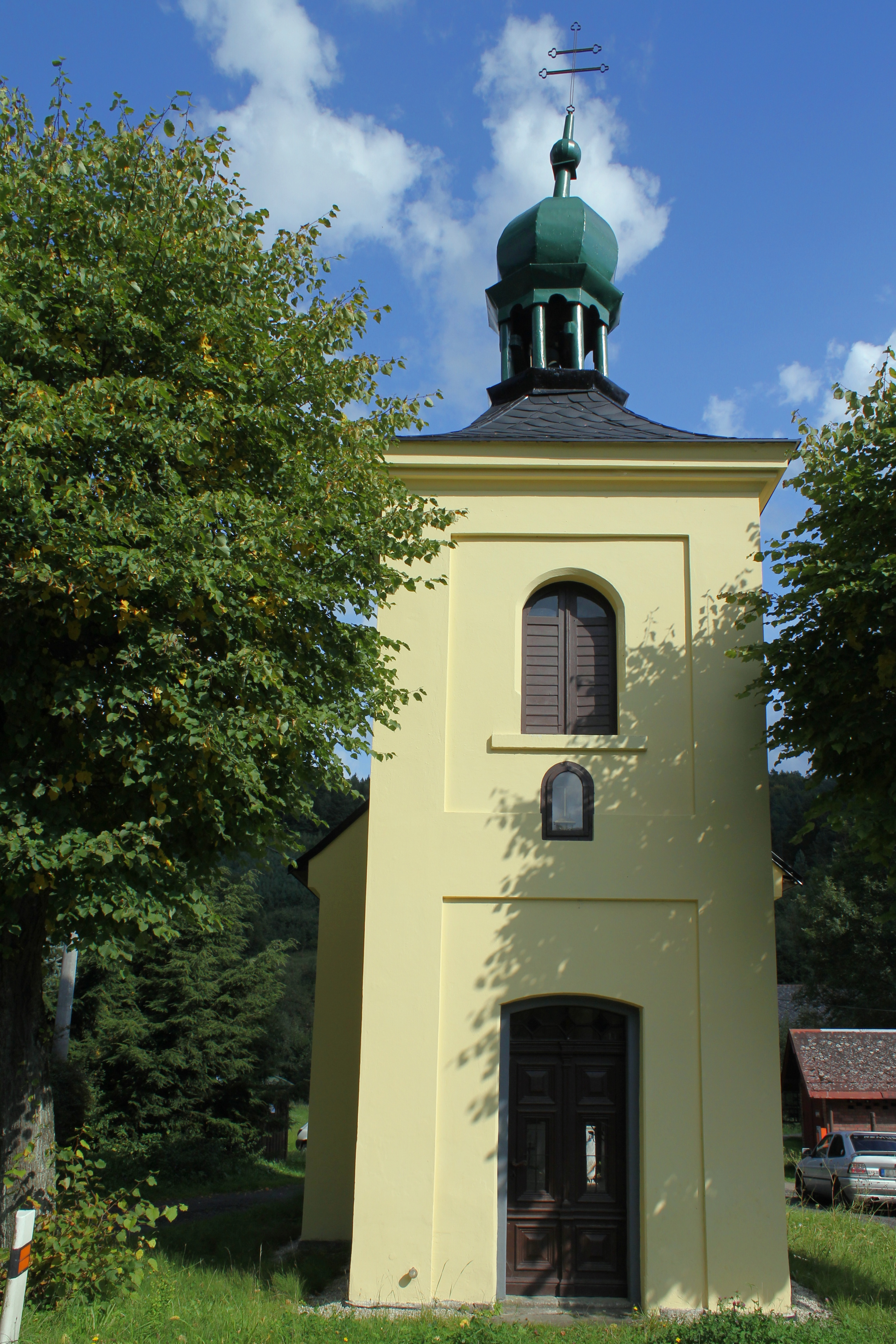
Kaple na návsi v Bohumilči
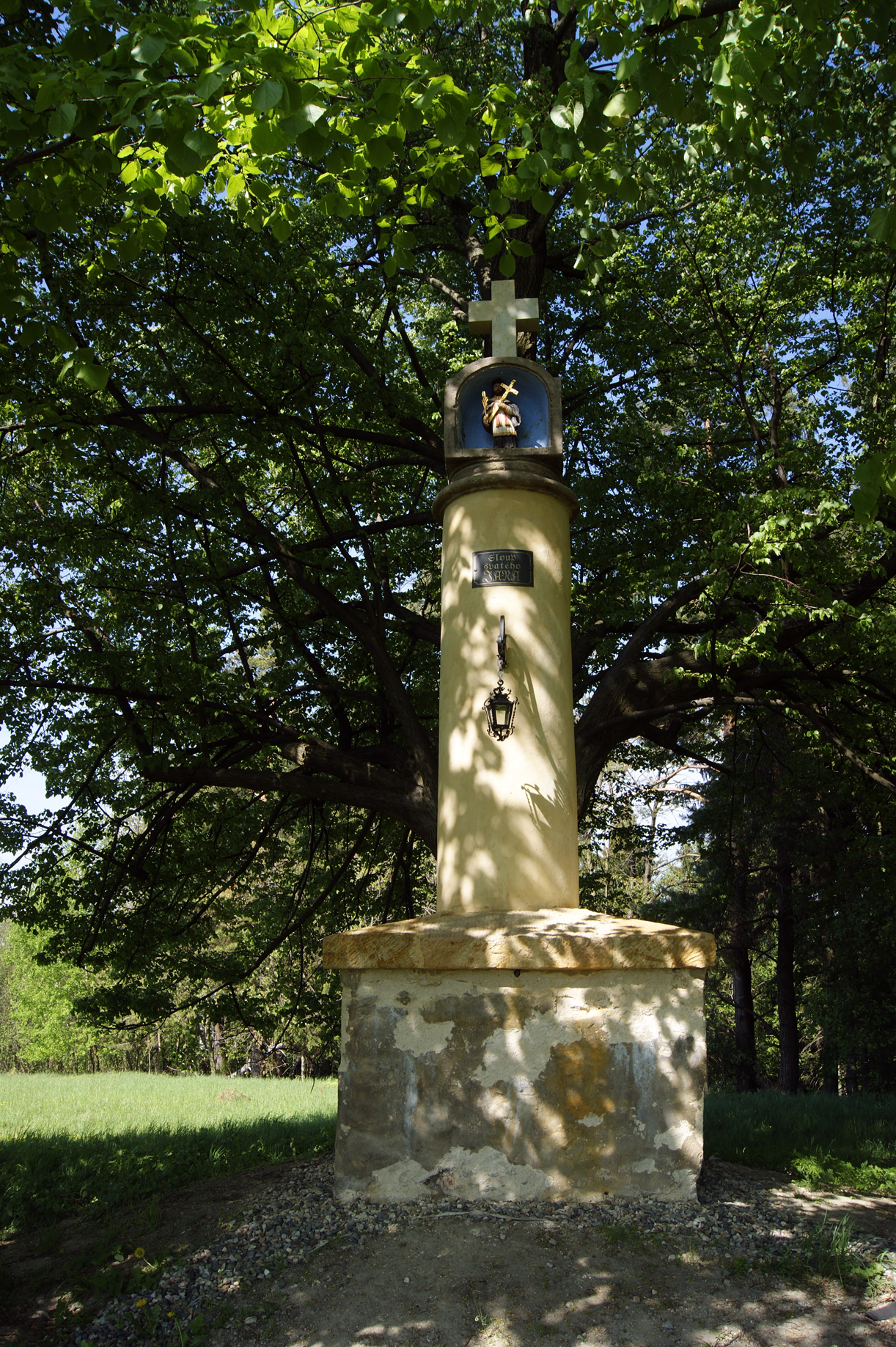
Svatojánský sloup v Hradčanech u Českého Dubu
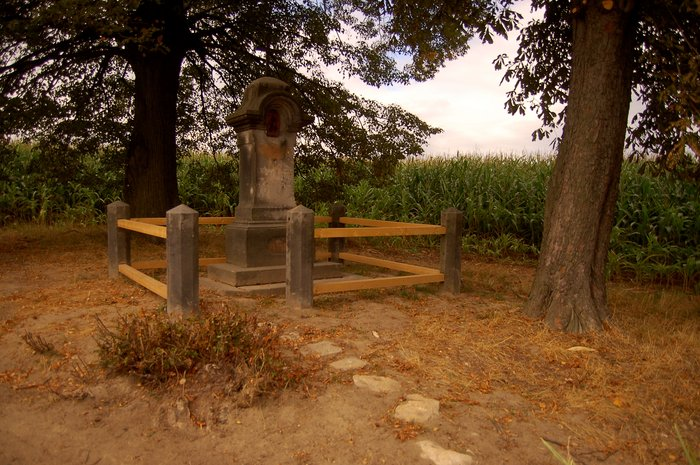
Boží muka v Letařovicích (2009)
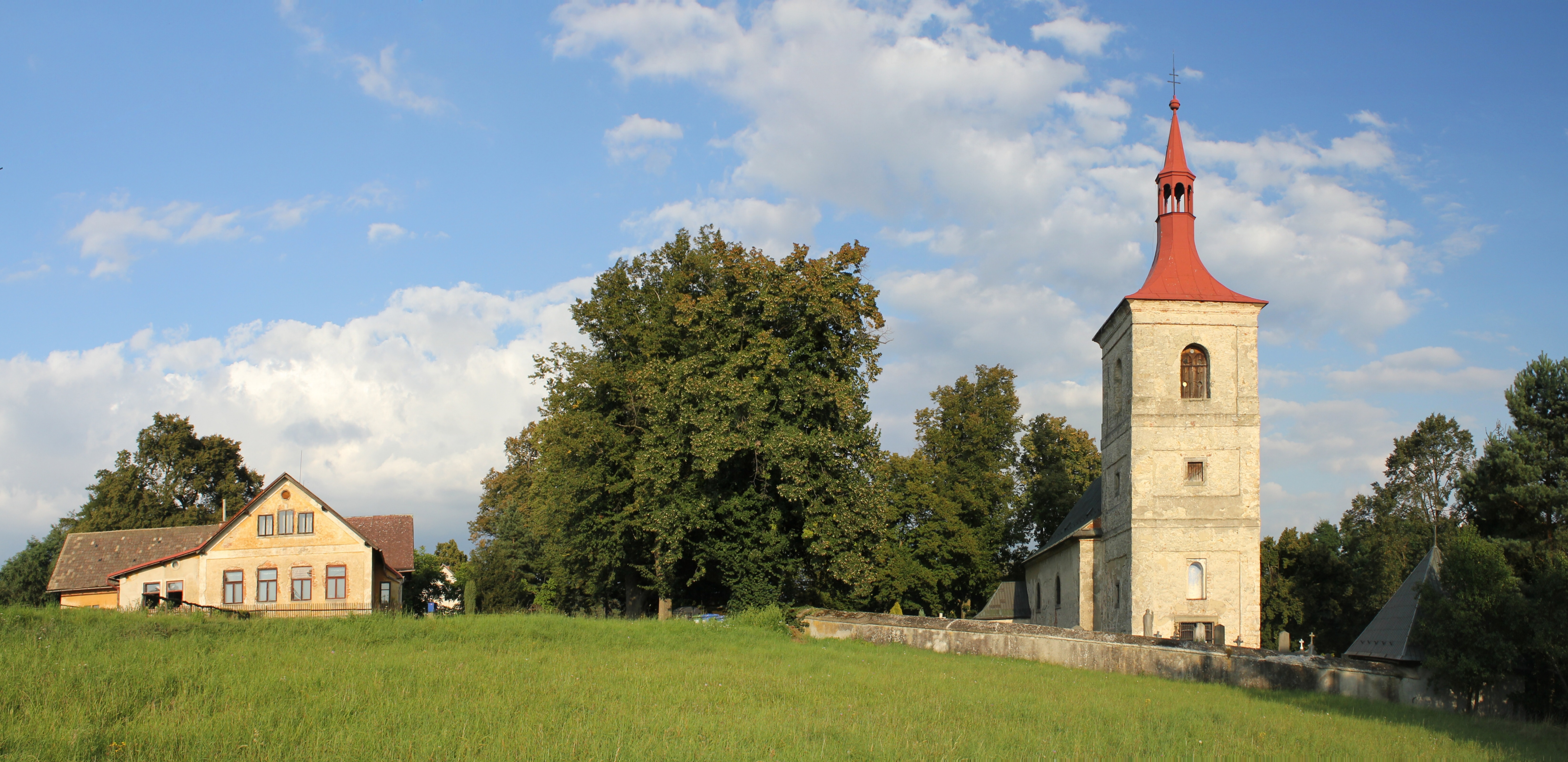
Kostel sv. Jakuba Staršího v Letařovicích
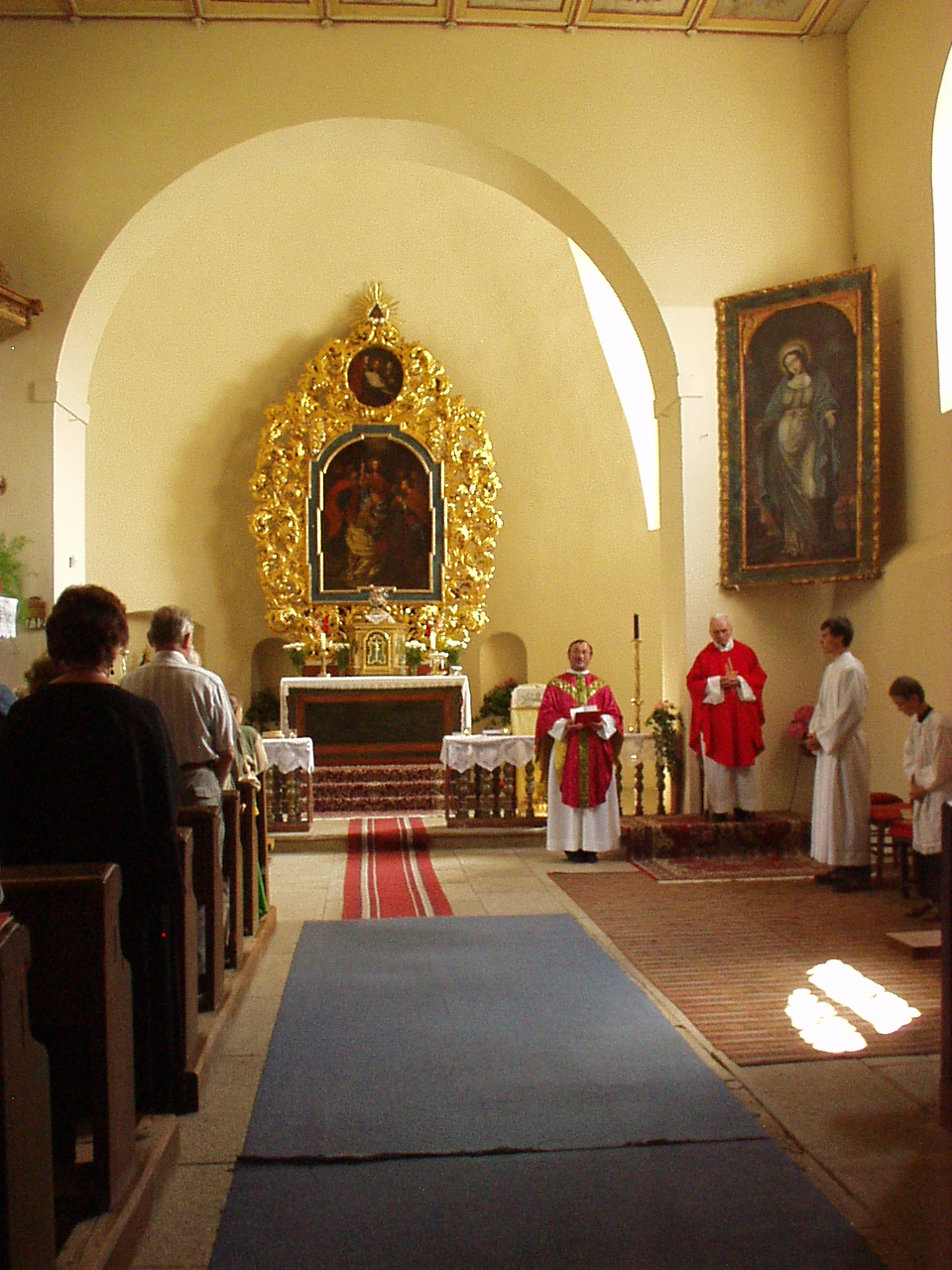
Interiér kostela v Letařovicích
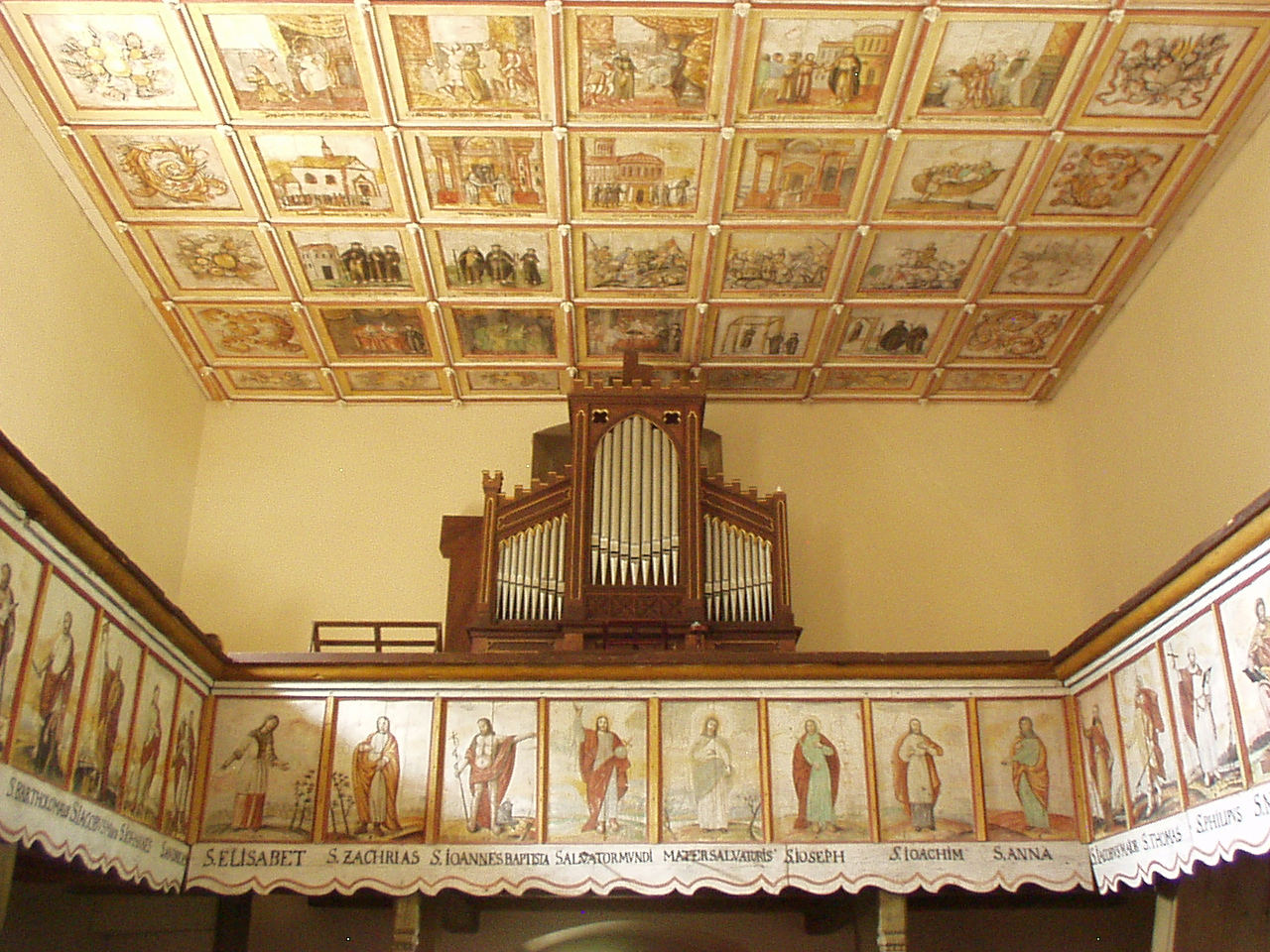
Kostel sv. Jakuba Staršího v Letařovicích, interiér
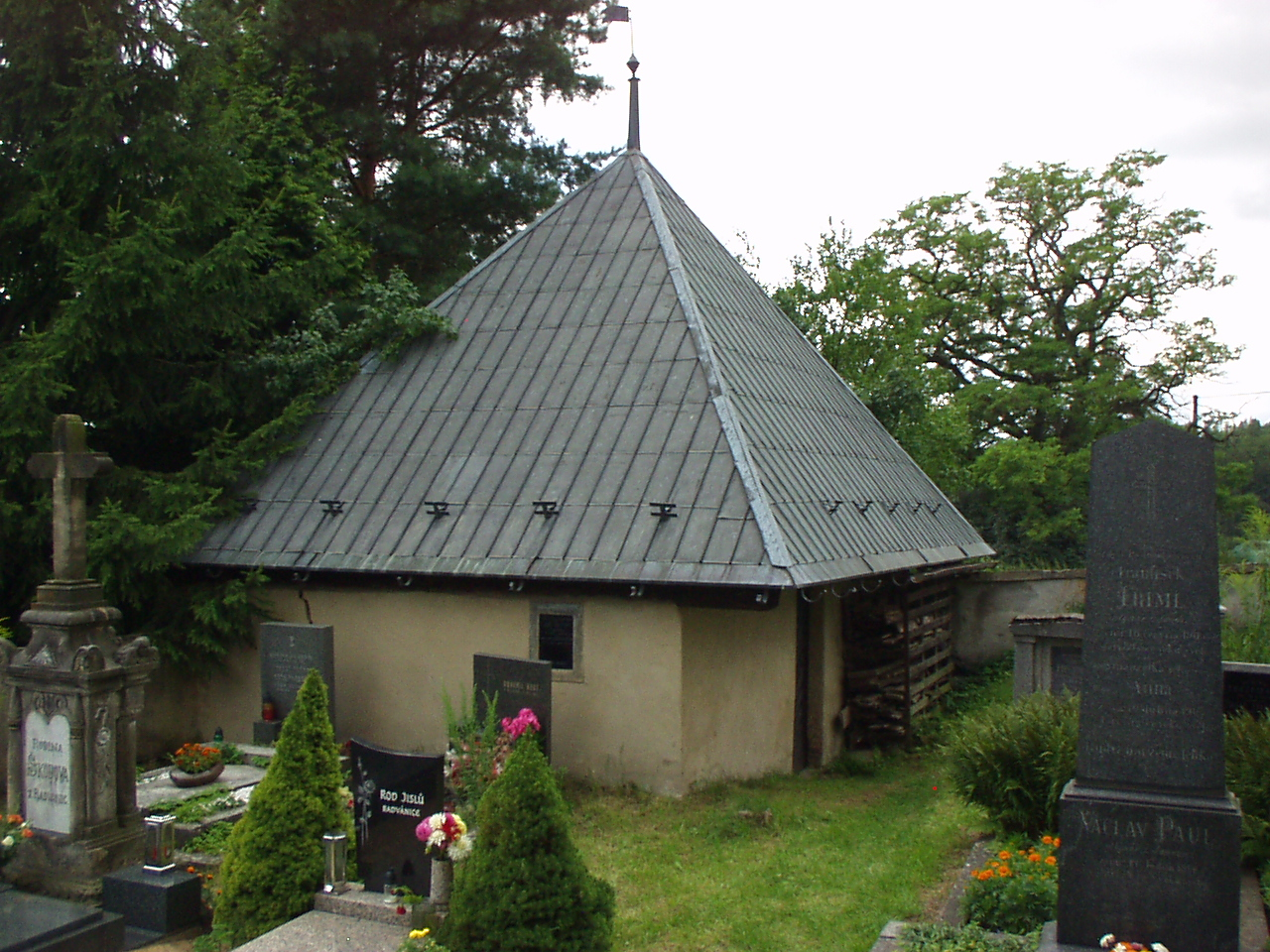
Kostnice v Letařovicích
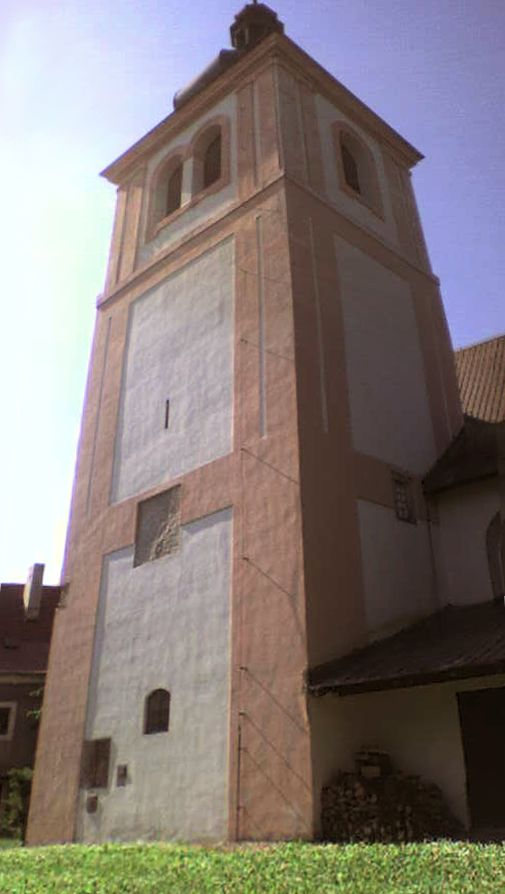
Věž kostel Svatého Ducha v Českém Dubu
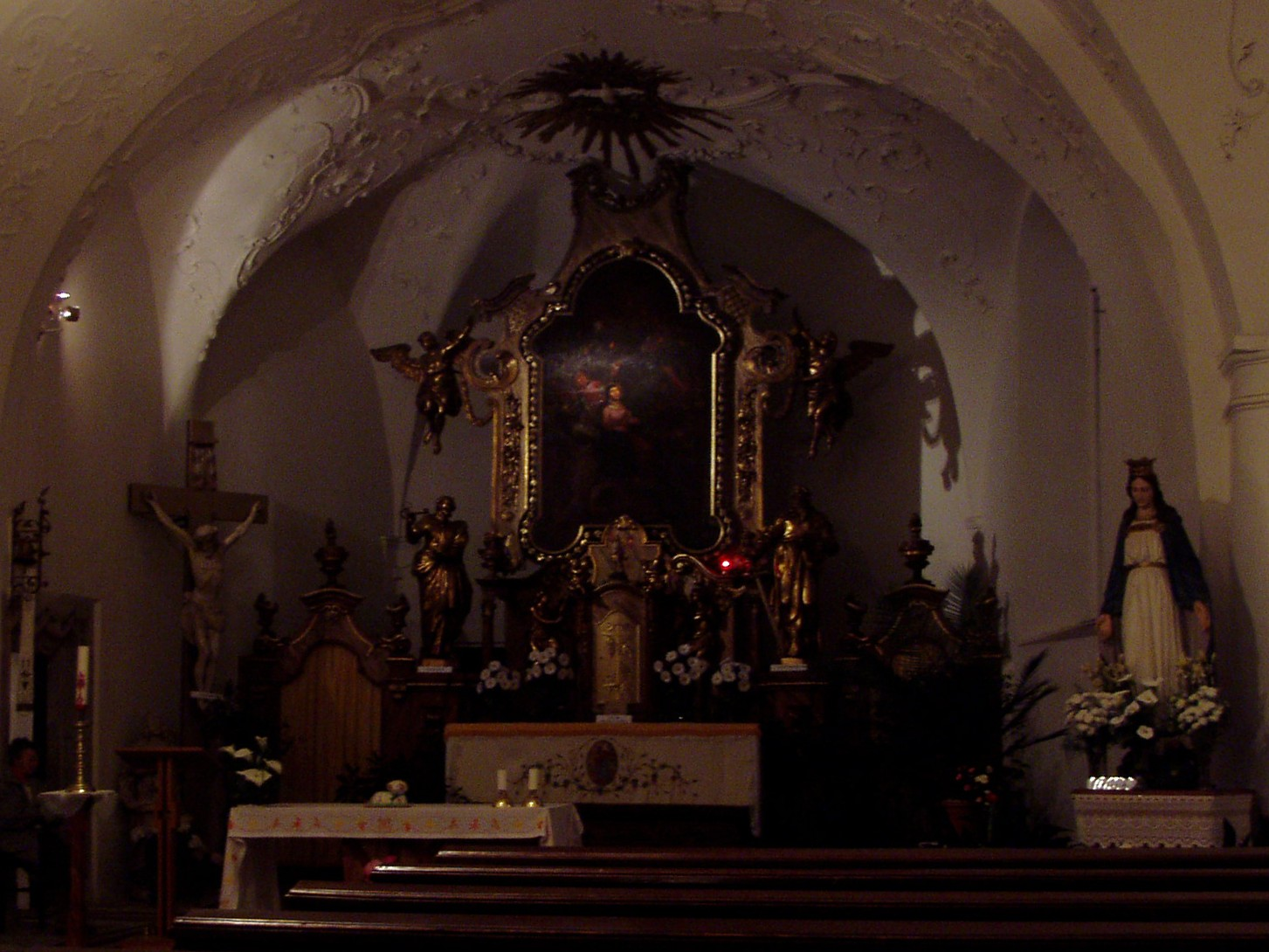
Presbytář kostela Seslání Sv. Ducha v Českém Dubu
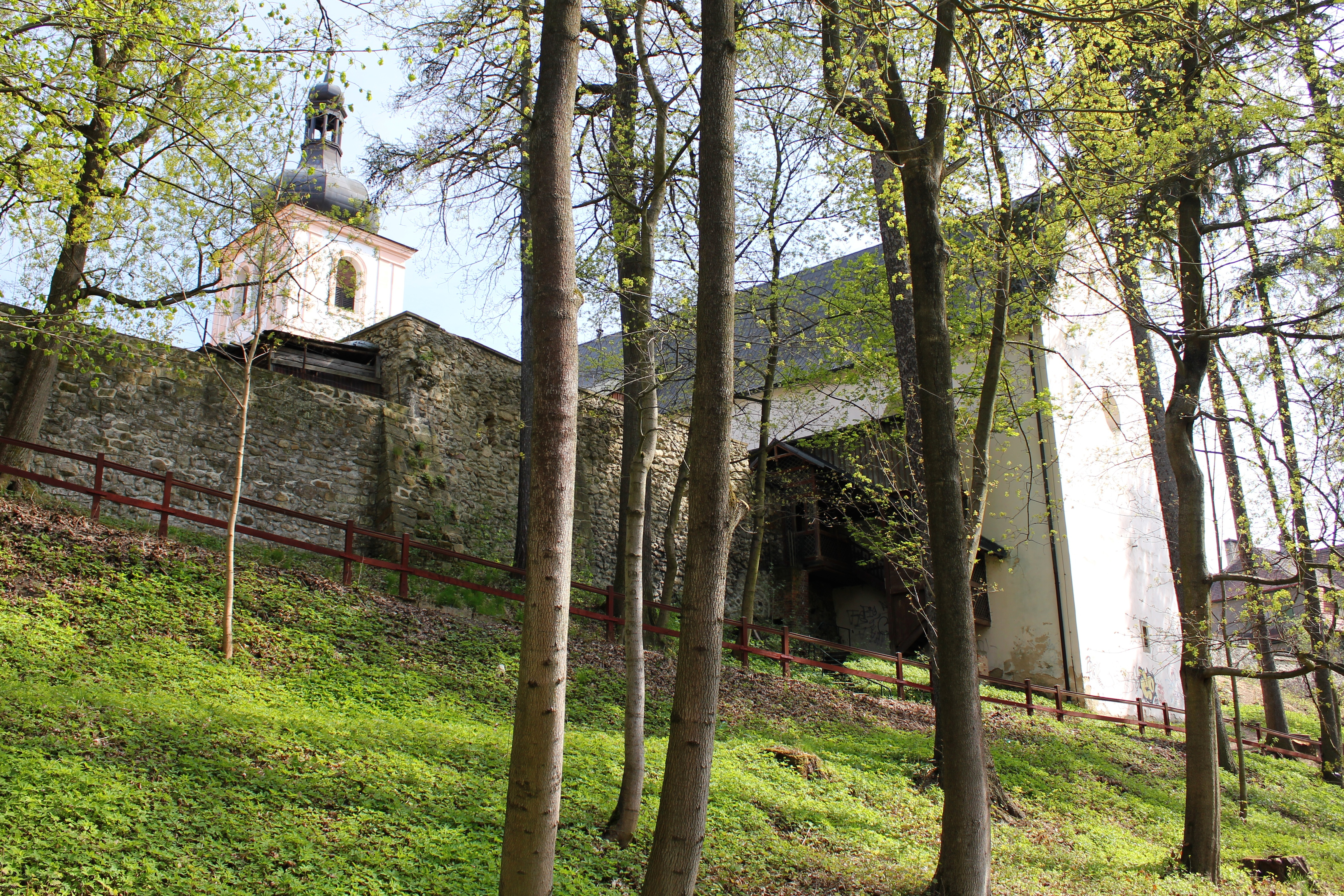
Závěr kostela Seslání Sv. Ducha v Českém Dubu
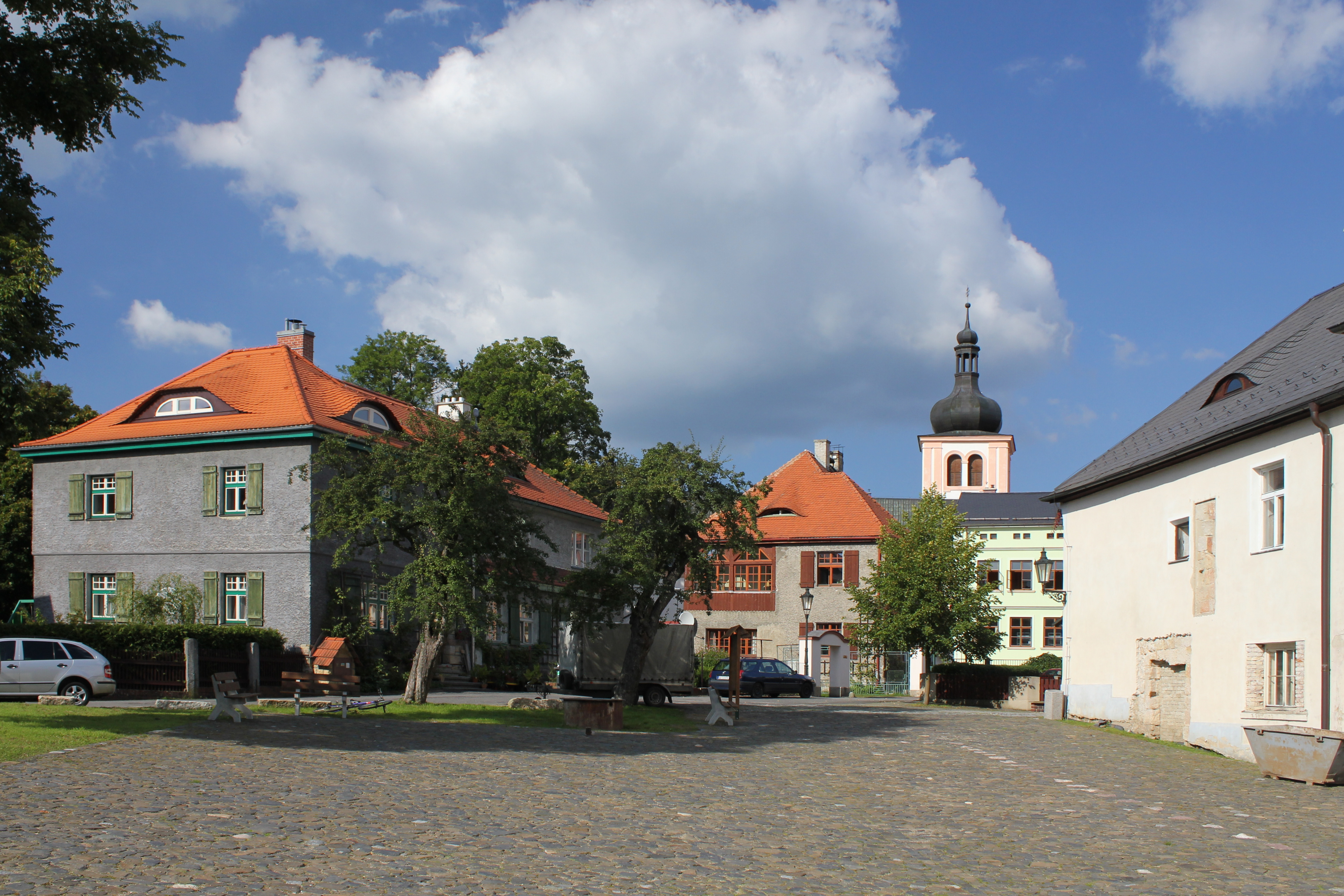
Kostel Seslání Sv. Ducha v Českém Dubu
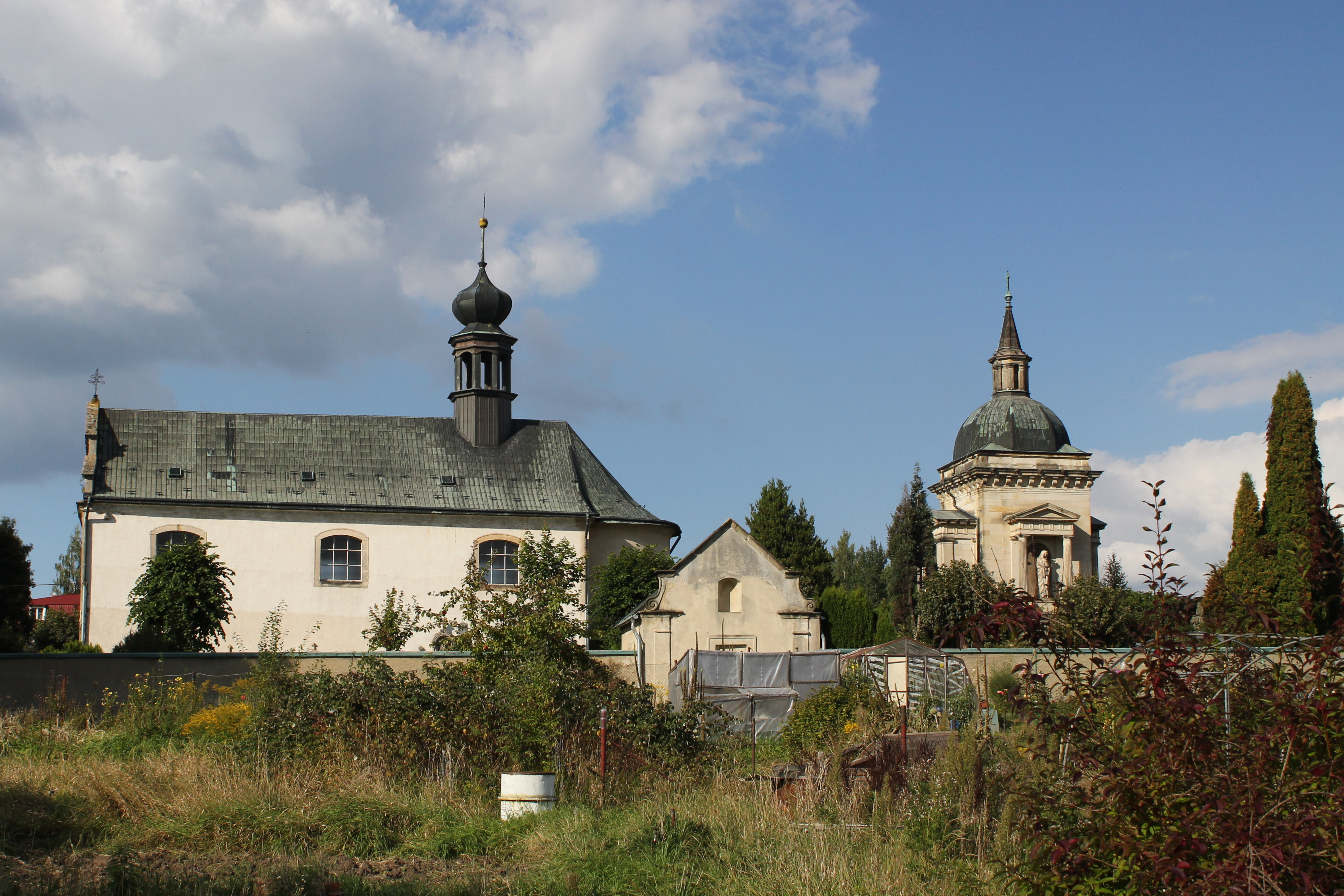
Kostel Nejsvětější Trojice a hrobka rodiny Schmittů, Český Dub
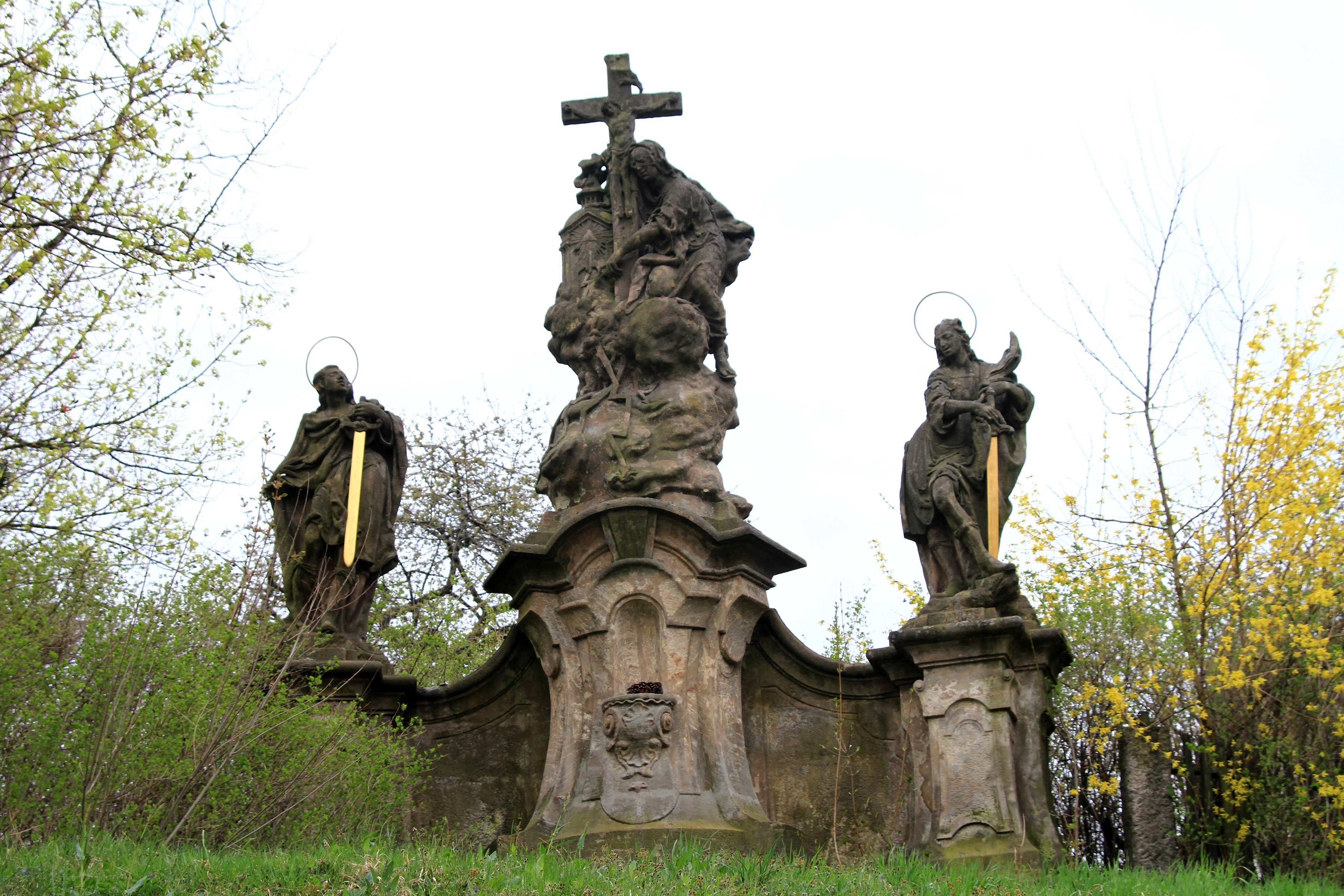
Sousoší Víry se sochami sv. Jana a Pavla, Český Dub